# Curtiss P-1 Hawk
El Curtiss P-1 Hawk (Curtiss Model 34) fue un avión de caza biplano de cabina abierta de los años 20 del siglo XX, del Cuerpo Aéreo del Ejército de los Estados Unidos. Una variante anterior del mismo avión había sido designada PW-8 antes de 1925, por el Servicio Aéreo del Ejército de los Estados Unidos.

## Diseño y desarrollo

### PW-8

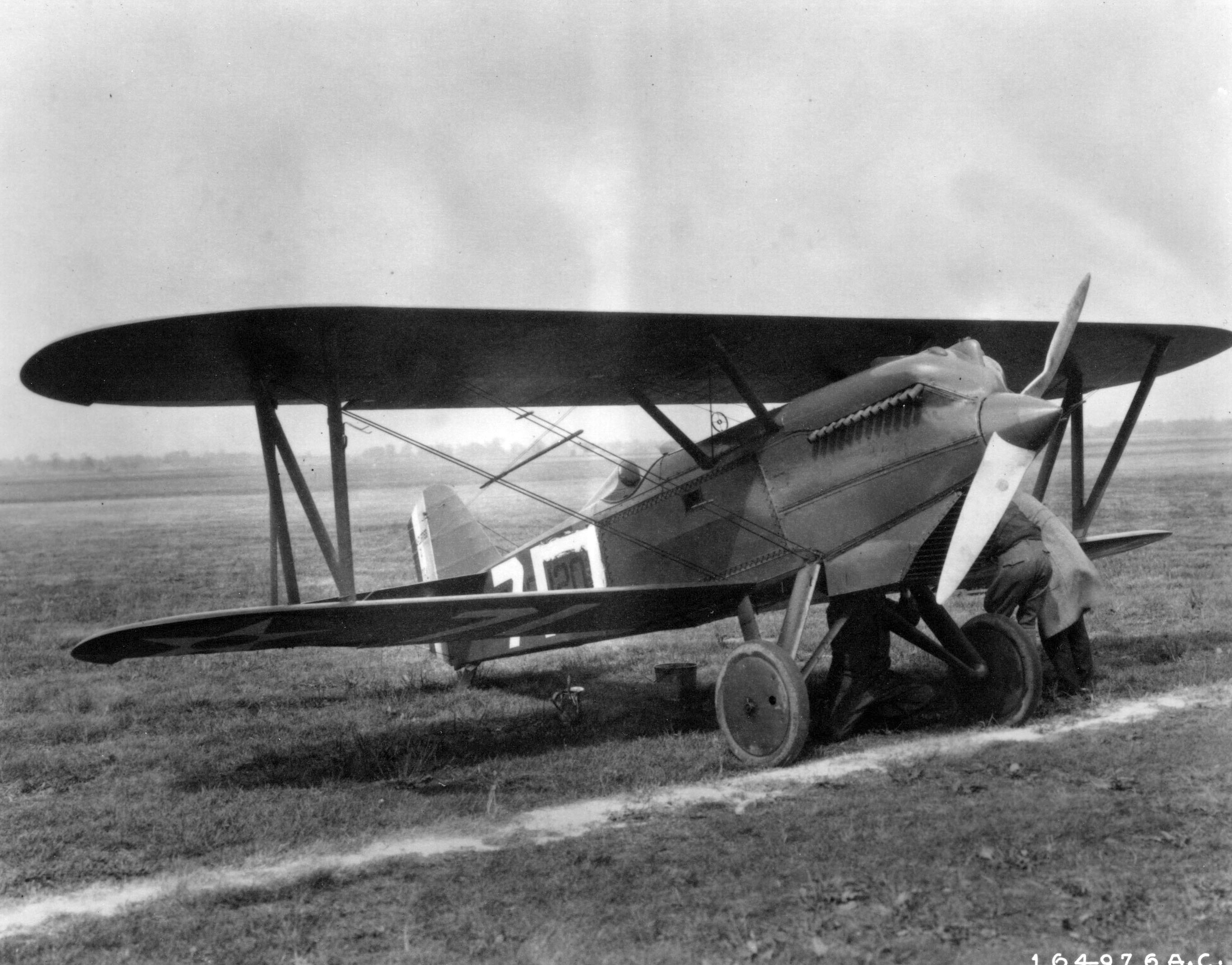
Prototipo XPW-8B para el P-1.

El Curtiss P-1 Hawk fue el primer avión del Servicio Aéreo del Ejército de los Estados Unidos en ser asignado con la designación "P" (Persecución), que reemplazaba a siete designaciones para aviones de persecución, incluyendo la "PW" (Pursuit, Water-cooled engine (Persecución, motor refrigerado por Agua)). El P-1 era la versión de producción del Curtiss XPW-8B, una variante mejorada del PW-8, de los que 25 ejemplares fueron operacionales con el 17th Pursuit Squadron del Servicio Aéreo.
En septiembre de 1923, el Ejército ordenó la producción del PW-8. El PW-8 (Curtiss Model 33) había sido desarrollado desde el avión de carreras R-6 y fue adquirido por el Servicio Aéreo tras una competición contra el Boeing Model 15 (designado PW-9), para reemplazar el caza del Ejército existente, el Boeing MB-3A. Aunque el PW-8 era más rápido que el PW-9 (teniendo ambos velocidades máximas por encima de los 265,54 km/h), fue superado por el avión de Boeing, y su sistema de refrigeración de radiador de superficie, montado en las superficies superior e inferior del ala superior para favorecer la aerodinámica, era más difícil de mantener y más vulnerable en combate. Sin embargo, el Jefe Auxiliar del Servicio Aéreo, el General de Brigada Billy Mitchell, estuvo de acuerdo en comprar 25 PW-8 a cambio de la asistencia de Curtiss en el vuelo transcontinental "Del amanecer al anochecer" a través de los Estados Unidos.

### P-1

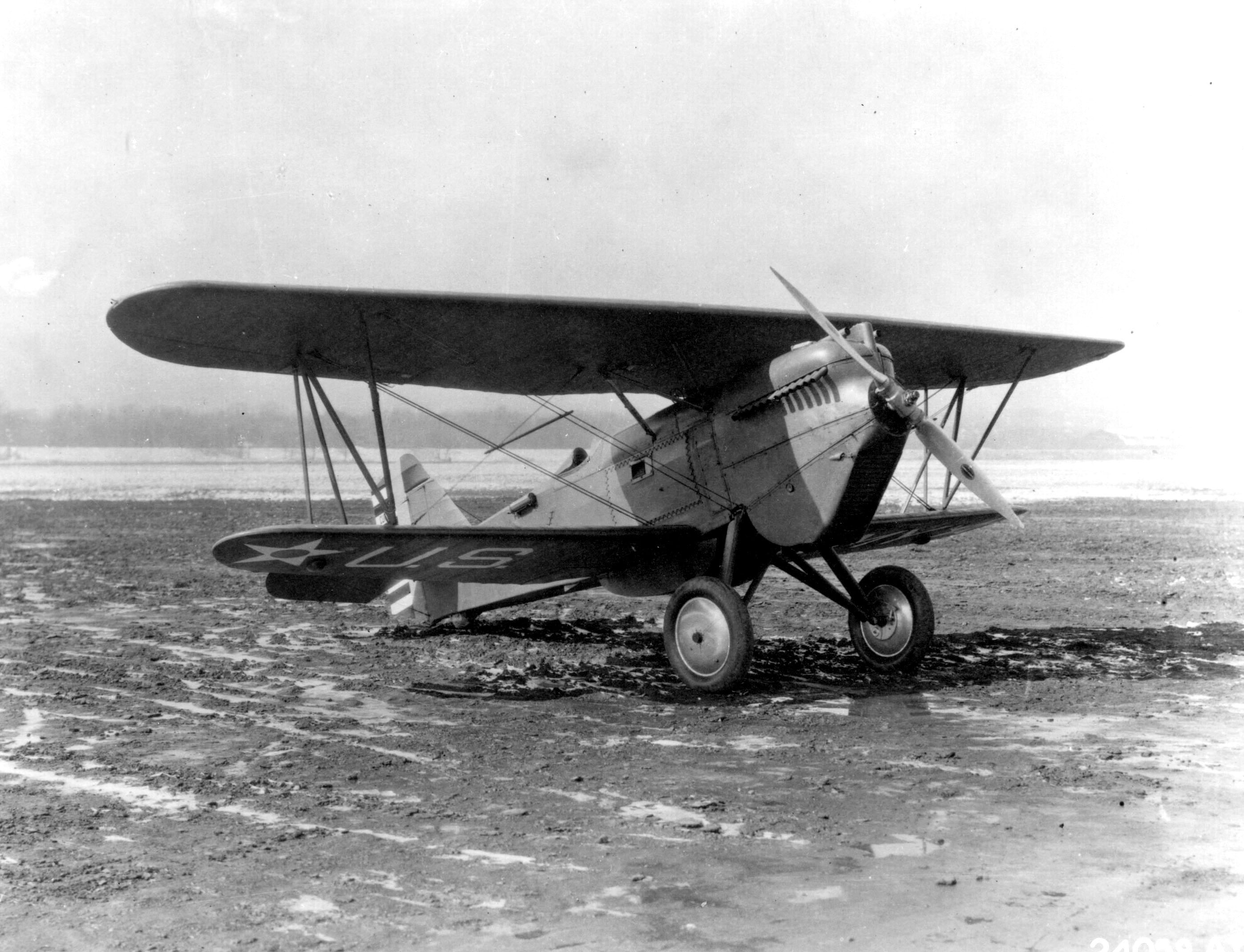
P-1B Hawk.

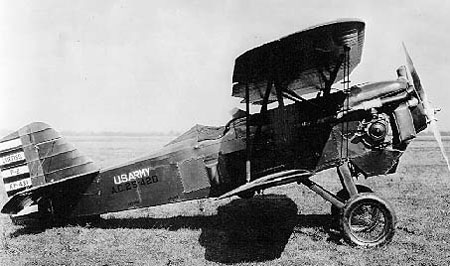
P-2 Hawk.

El prototipo del P-1, el XPW-8B, surgió cuando el Servicio Aéreo, que había seleccionado el Boeing PW-9 sobre el PW-8 como su principal caza de producción, solicitó a Curtiss modificar el último de sus tres prototipos originales XPW-8 con unas alas parecidas a las del PW-9. Curtiss designó el avión modificado como su Model 34A y lo devolvió al Servicio Aéreo para ser evaluado, desde donde fue ordenada su puesta en producción como P-1. El primer P-1 de producción, número de serie 25-410, fue entregado el 17 de agosto de 1925 y fue seguido en los siguientes años por las variantes P-1B y P-1C con motores mejorados. Las variantes más modernas permanecieron en servicio operacional hasta 1930.
El 7 de marzo de 1925, la orden de producción del P-1 también solicitó cinco aviones con el más potente motor Curtiss V-1400 de 373 kW (500 hp) instalado. Fueron completados en enero de 1926. El primero (25-420) fue más tarde modificado con un sobrealimentador montado en el lado derecho del morro del fuselaje, y cuya turbina estaba propulsada por los escapes del motor; el avión fue designado XP-2.
Sin embargo, el motor Curtiss V-1400 no cumplió con las expectativas, con o sin el sobrealimentador, y tras casi un año en servicio, tres de los P-2 Hawk estándares habían reemplazado sus motores por el Curtiss D-12 y fueron consecuentemente redesignados como P-1. La quinta máquina (25-243) recibió un motor Curtiss V-1570 Conqueror y se convirtió en el XP-6.
Se pusieron en servicio 93 P-1 de producción, en las variantes P-1, P-1A, P-1B y P-1C. Otros 52 P-1, variantes P-1D, P-1E, y P-1F, fueron fabricados por conversiones de otras variantes de Hawk, principalmente entrenadores AT-4 y AT-5.

### Variantes de pruebas P-3 y P-5

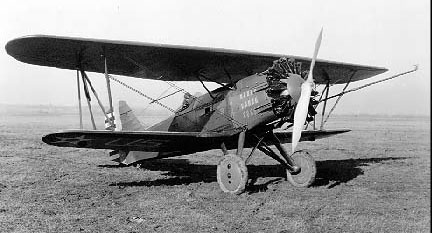
P-3 Hawk.

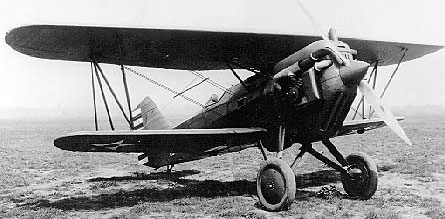
P-5 Superhawk.

El P-3 Hawk era similar al P-1 Hawk, pero con un motor radial R-1340-3 Wasp. El primer ejemplar del modelo, designado XP-3A, era el último P-1A (26-300). Originalmente iba a ser propulsado por un Curtiss R-1454 de 291 kW (390 hp), pero el motor fue considerado no satisfactorio y fue sustituido por el Pratt & Whitney R-1340 de 306 kW (410 hp). Un segundo XP-3A (28-189) incluía una capota y capacete para reducir la resistencia debida al motor radial; participó en las Carreras Aéreas Nacionales de 1929, su velocidad de 300,69 km/h le dio la segunda plaza en la carrera del Trofeo Thompson.
Los cuatro aviones restantes fueron P-3A de producción, pero fueron usados principalmente para realizar pruebas de servicio del motor Pratt & Whitney Wasp. Además del aumento significativo de la resistencia, el motor radial también interfería la visibilidad del piloto. La adición de una capota de anillo tipo Townend empeoró el problema de la visibilidad, y sólo tuvo un efecto limitado en la velocidad. También fue probado con varios tipos de capotas de cuerda ancha del NACA.
Dos de los aviones XP-3A fueron remotorizados en 1929 y 1930 con el motor Pratt & Whitney R-985-1 Wasp Junior. Estos aviones fueron redesignados XP-21. Se realizaron pruebas con este modelo, pero nunca fue desarrollado como avión de producción, a pesar de la designación.
Cinco P-5 Superhawk, similares al P-1C pero con un motor sobrealimentado Curtiss D-12F, fueron entregados en 1928. Tenían una velocidad máxima de 267 km/h a 7620 m, considerablemente más alto que el techo máximo del P-1A, pero sus prestaciones a baja altura eran inferiores.

### Entrenadores AT-4 y AT-5
Dos variantes monoplaza de entrenamiento avanzado fueron puestas en producción, el AT-4 y el AT-5A, usando motores V-8 Wright-Martin E/Wright-Martin V-720. Todos fueron remotorizados con motores Curtiss D-12D y volvieron a usarse como cazas, siendo designados P-1D y P-1F respectivamente. Cinco aparatos de pruebas AT-4/XAT-5 fueron reclasificados como P-1E.
Fueron entregados un total de 202 aviones PW-8, P-1, P-2, P-3, P-4, P-5, AT-4 y AT-5.

## Historia operacional
El 23 de junio de 1924, despegando a las 03:58, el piloto de pruebas del Ejército Teniente Primero Russell Maughan dejó Mitchel Field, Nueva York, en el PW-8 24-204, modificado con depósitos adicionales de combustible y aceite, y realizó un vuelo transcontinental del amanecer hasta el ocaso a través de los Estados Unidos. Repostando cinco veces, aterrizó en Crissy Field, San Francisco, California, a las 21:46, un minuto antes del ocaso, cubriendo 4297 km en 20 horas y 48 minutos. Su tiempo de vuelo incluía cuatro paradas planeadas de 30 minutos en McCook Field, Ohio; St. Joseph (Misuri); Cheyenne (Wyoming); y Salduro Siding, Utah; y una parada no planeada en North Platte (Nebraska) para repostar combustible adicional, ya que un campo embarrado en Misuri no le permitió despegar a máxima carga. También perdió una hora en McCook en reparar una válvula de combustible rota, después de que un mecánico demasiado entusiasta hubiera sobreapretado la válvula, dañándola.
Los quince P-1 originales sirvieron con los 27th y 94th Pursuit Squadron, 1st Pursuit Group, Selfridge Field, Míchigan. El primer Hawk en servir con el Cuerpo Aéreo en cantidad fue el P-1A (17th, 27th, y 94th Pursuit Squadron), comenzando en 1925. En octubre de 1928, se realizó la mayor orden de 33 P-1. Fueron entregados en abril de 1929 como P-1C.
Las variantes entrenadoras AT-4 y AT-5 sirvieron con el 43rd Pursuit Squadron (School) en Kelly Field, Texas.

## Variantes
Mientras que se construyeron un total de 202 Hawk en las variantes básicas PW-8, P-1, P-2, P-3, P-5, AT-4 y AT-5, las conversiones resultaron ser 148, teniendo la designación P-1.
XPW-8
Tres fabricados, uno modificado a XPW-8A y más tarde al estándar XPW-8B, uno convertido al avión de observación biplaza CO-X.
PW-8
25 producidos y volados por el 17th Pursuit Squadron.
XPW-8A
El XPW-8 23-1203 fue convertido con un nuevo sistema de refrigeración y alas modificadas para realizar pruebas.
XPW-8B (Model 34)
El XPW-8A equipado con alas trapezoidales de un solo vano, como prototipo de la serie P-1.
P-1 (Model 34A)
Versión de producción del XPW-8B con timón modificado y soporte central del ala adicional, y perfil alar Clark Y, propulsado por un Curtis V-1150-1 (D-12) de 324 kW (435 hp), diez construidos.
P-1A (Model 34G)
P-1 con el fuselaje alargado tres pulgadas, ruedas mayores y sistema de combustible revisado, 25 construidos con motor Curtiss D-12C y tres conversiones desde P-2. Los últimos dos, convertidos en los prototipos del entrenador XAT-4 y el avión de carreras XP-3. Entregados en 1926.
XP-1A
Un P-1A usado en pruebas de desarrollo.
P-1B (Model 34I)
25 producidos con motor Curtiss V-1150-3 (D-12D). El peso aumentado redujo las prestaciones. Entregados en 1927.
P-1C (Model 34O)
33 construidos con motor Curtiss V-1150-5 (D-12E). El peso aumentado redujo aún más las prestaciones. Entregados en 1927-1928.
XP-1C
Un P-1C equipado con un radiador revisado.
P-1D
24 conversiones desde entrenadores AT-4, remotorizados con motores Curtiss V-1150-3 (D-12D).
P-1E
Cuatro convertidos desde entrenadores AT-5, remotorizados con V-1150-3 de 328 kW (440 hp), construidos como AT-4 y convertidos en prototipos XAT-5. Todos remotorizados y convertidos a P-1E.
P-1F
24 conversiones desde entrenadores AT-5A, una conversión desde el Curtiss XP-21A, todos remotorizados con Curtiss V-1150-3 de 328 kW (440 hp) en 1929.
P-2 (Model 34B)
P-1 con Curtiss V-1400 de 373 kW (500 hp), cinco construidos. Tres fueron más tarde convertidos a P-1A y uno fue remotorizado con el Curtiss V-1570-1 como XP-6.
XP-3
Versión de motor radial, uno convertido desde un P-1A con motor Curtiss R-1454 de 291 kW (390 hp), más tarde convertido en XP-3A.
XP-3A
XP-3 remotorizado con un Pratt & Whitney R-1340-1 de 306 kW (410 hp).
XP-21
XP-3A remotorizado con el Pratt & Whitney R-985 Wasp Junior.
P-3A (Model 34N)
Cinco aviones de producción del diseño AT-5A con un Pratt & Whitney R-1340-7 de 306 kW (410 hp).
XP-4
P-1A modificado con un motor sobrealimentado Packard 1A-1530 de 380 kW (510 hp).
XP-5
Versión del P-1A con motor Curtiss V-1150-3 de 324 kW (435 hp).
P-5 (Model 34L)
Cuatro construidos, iguales que el XP-5, más tarde modificados con el motor Curtiss D-12F.
XAT-4 (Model 34J)
P-1A remotorizado con un Wright-Hispano E de 134 kW (180 hp) como entrenador avanzado.
AT-4
Versión de producción del XAT-4, 40 ordenados, los primeros 35 fueron convertidos en 1929 a P-1D con el motor Curtiss D-12, y los restantes se completaron como AT-5.
AT-5 (Model 34J)
Cinco aviones construidos originalmente como AT-4, remotorizados con Wright J-5 de 164 kW (220 hp), más tarde convertidos a P-1E.
AT-5A (Model 34M)
31 aviones basados en el P-1B con fuselaje alargado, más tarde convertidos a P-1F.
CO-X
El primer prototipo XPW-8 fue convertido en un avión de observación biplaza.
Todas las variantes aumentaron en peso con cada modelo sucesivo, resultando en ligeras reducciones de las prestaciones en cada una.

## Operadores
Bolivia
- Cuatro P-1 fueron suministrados a Bolivia.[6]

 Chile
- Ocho P-1A y ocho P-1B fueron a Chile.[6]

 Estados Unidos
- Servicio Aéreo del Ejército de los Estados Unidos
- Cuerpo Aéreo del Ejército de los Estados Unidos

 Japón
- Un P-1A fue a Japón.[6]

 Tailandia
- Designado Hawk III o Hawk 3, sirvió en la Real Fuerza Aérea Tailandesa entre 1934 y 1949.[11]

## Especificaciones (P-1C)
Referencia datos: Eden & Moeng (2002) page 506

### Características generales
- Tripulación: Uno (piloto)
- Longitud: 7 m (23 ft)
- Envergadura: 9,6 m (31,5 ft)
- Altura: 2,7 m (8,8 ft)
- Superficie alar: 23,4 m² (252 ft²)
- Perfil alar: Clark Y
- Peso vacío: 996 kg (2195,2 lb)
- Peso máximo al despegue: 1349 kg (2973,2 lb)
- Planta motriz: 1× motor lineal V-12 refrigerado por líquido Curtiss V-1150-3.
  - Potencia: 324 kW (447 HP; 441 CV)

### Rendimiento
- Velocidad máxima operativa (Vno): 249 km/h (155 MPH; 134 kt)
- Velocidad crucero (Vc): 198 km/h (123 MPH; 107 kt)
- Alcance: 483 km (261 nmi; 300 mi)
- Techo de vuelo: 6340 m (20 801 ft)
- Régimen de ascenso: 7,4 m/s (1461 ft/min)

### Armamento
- Ametralladoras: 

  - 2x M1919 de 7,62 mm fijas disparando hacia delante

## Aeronaves relacionadas

### Secuencias de designación
- Secuencia Numérica (interna de Curtiss): ← 30 - 31 - 32 - 33 - 34A/G/I/O/C/D/E/H/K/P - 35 - 36 - 37 →
- Secuencia L-_ (interna de Curtiss): L-17 - L-18 - L-19 - L-22 →
- Secuencia PW-_ (Aviones de Caza (Persecución, refrigerado por Agua) del USAAS, 1919-1924): ← PW-5 - PW-6 - PW-7 - PW-8 - PW-9
- Secuencia P-_ (Cazas (Pursuit) del USAAC/USAAF/USAF, 1924-1962): P-1 - P-2 - P-3 - XP-4 - P-5 - P-6 - XP-7 - XP-8 →
- Secuencia AT-_ (Entrenadores Avanzados del USAAC/USAAF, 1925-1948): AT-1 - AT-2 - AT-3 - AT-4 - AT-5 - AT-6 - AT-7 - AT-8 →